# Clare Curran

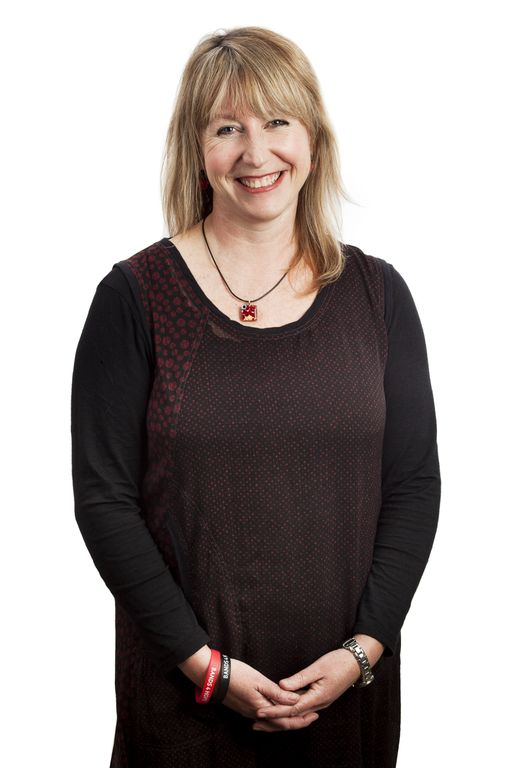
Clare Curran (2011)

Clare Elizabeth Curran, in der Öffentlichkeit als Clare Curran bekannt, (* 1960 in Neuseeland) ist eine frühere Politikerin der New Zealand Labour Party.

## Leben
Clare Elizabeth Curran wurde 1960 geboren und wuchs in Dunedin auf, wo sie auch ihre Schulbildung erhielt und an der University of Otago Anthropologie und Geschichte studierte und dort mit einem Bachelor abschloss. An der Victoria University of Wellington vertiefte sie ihr Studium der Anthropologie und schloss dort mit einem Bachelor mit Auszeichnung ab.

## Berufliche Tätigkeit
Curran startete ihre berufliche Karriere 1985 als Journalistin in Neuseeland und ging 1988 nach Australien, wo sie von 1989 bis 1994 in Sydney bei der Firma Social Change Media arbeitete. Von 1994 bis 1999 war sie als Communications and media officer für das Australian Council of Trade Unions tätig und von 2001 bis 2002 für das Unternehmen Essential Media Communications, ebenfalls in Sydney.
Im Jahr 2002 zog sie zurück nach Dunedin und arbeitete dort von 2003 bis 2008 für das Unternehmen Founder, Inzight Communications.

## Politische Karriere
Ihre politische Karriere begann mit der Nominierung für den Wahlkreis Dunedin South, den sie zur General Election am 8. November 2008 gewann.
Als Labour unter der Führung von Jacinda Ardern die Parlamentswahl 2017 gewann, holte sie Curran für folgende Ministerposten in ihre Regierung:

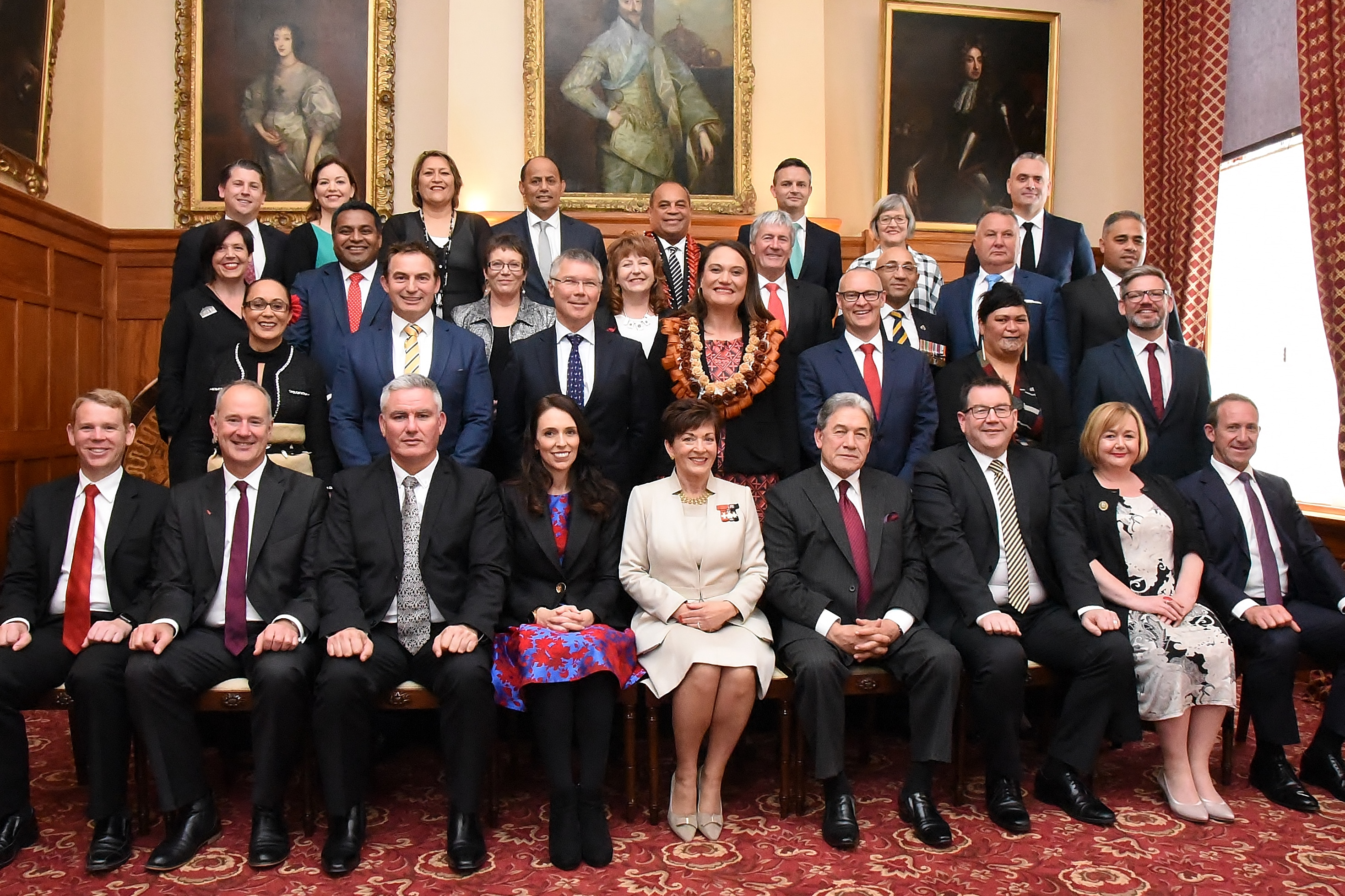
Clare Curran (2017)
4. von links in der dritten Reihe

| Minister                                                   | vom              | bis               |
| ---------------------------------------------------------- | ---------------- | ----------------- |
| Minister of Government Digital Services                    | 26. Oktober 2017 | 24. August 2018   |
| Associate Minister State Services (Open Government)        | 26. Oktober 2017 | 24. August 2018   |
| Minister of Broadcasting, Communications and Digital Media | 26. Oktober 2017 | 7. September 2018 |
| Associate Minister of ACC                                  | 26. Oktober 2017 | 7. September 2018 |

Currans Karriere als Ministerin endete im August/September 2018, als sie ein Treffen mit dem Unternehmer Derek Handley, der Interesse an der vakanten Stelle des Chief Technology Officer hatte, über ihren privaten E-Mail-Account organisiert und dies nicht öffentlich gemacht hat. Sie behielt ihren Sitz im Parlament bis zum Ende der Legislaturperiode und trat zur General Election des Jahres 2020 nicht mehr an. Sie erkläre auch, sich von der Politik gänzlich zurückziehen zu wollen.

## Familie und Privates
Curran ist verheiratet und hat zwei Kinder.